# Theodosius I
Flavius Theodosius (Grieks: Θεοδόσιος Α'), beter bekend als Theodosius (I) de Grote (Grieks: Θεοδόσιος ο Μέγας) (Cauca, Spanje, 11 januari 346 – Milaan, 17 januari 395), was keizer van het oostelijk deel van het Romeinse Rijk van 379 tot 394, en daarna nog drie maanden (tot zijn plotse dood in 395) van het gehele rijk.
De regering van Theodosius wordt geassocieerd met ingrijpende veranderingen voor het Romeinse Rijk. Zo stond hij in 382, daartoe gedwongen door de nasleep van de door zijn voorganger, Valens verloren Slag bij Adrianopel, voor het eerst toe dat een grote groep van Barbaren (de Visigoten) zich als autonoom verband onder hun eigen leiders als foederati binnen het Romeinse Rijk konden vestigen. Verder was het Theodosius die het christendom de facto tot staatsreligie maakte. Hij vaardigde wetten tegen zowel het heidendom als ook tegen christelijke ketterijen uit. Na een burgeroorlog waarin zijn leger de westelijke usurpator Eugenius wist te verslaan was Theodosius gedurende de laatste maanden van zijn leven de laatste keizer die heerste over het gehele Romeinse Rijk. Na zijn dood werd het rijk, naar later bleek definitief, opgedeeld in een Oost-Romeins Rijk (onder zijn oudste zoon Arcadius) en een West-Romeins Rijk (onder zijn jongste zoon Honorius). Deze splitsing werd door zijn tijdgenoten overigens niet als zodanig ervaren en staatsrechtelijk bleef het Imperium Romanum dan ook als eenheid voortbestaan.

## Vroege jaren
Flavius Theodosius werd op 11 januari 347 in Cauca, het huidige Coca geboren, een kleine stad in het noordwesten van de Spaanse provincie Gallaecia. Zijn vader, die eveneens Flavius Theodosius heette, was tot aan zijn val onder keizer Valentinianus I een succesvol militair met grote bezittingen in deze streek. Zijn grootouders van vaderszijde waren Honorius en Thermantia. Net als zijn vader en hij zelf waren zij waarschijnlijk al Niceense (dat wil zeggen katholieke) christenen. Theodosius had een broer Honorius, wiens dochter Serena hij later adopteerde en die door haar huwelijk met de magister militum Stilicho nog grote invloed zou uitoefenen.
De jonge Theodosius bracht zijn kinderjaren in zijn geboorteland Hispania door. Over zijn opleiding is weinig bekend, behalve dat hij interesse in historische studies toonde en ook anderszins open stond voor nieuwe ideeën. Waarschijnlijk heeft hij een opleiding gekregen die paste bij zijn hoge afkomst. Vanaf 368 is hij in het kielzog van zijn vader te vinden. In 368/369 nam hij deel aan de campagne in Britannia, in 370 aan de campagne tegen de Alamanni aan de Rijn (zijn vader bekleedde op dit moment de rang van magister equitum praesentalis, hij was dus de commandant van de cavalerie van het keizerlijk leger) en in 374/375 aan de campagne tegen de Quaden en de Sarmaten in het Donaugebied.
Zeer waarschijnlijk onder invloed van zijn vader werd Theodosius tot dux Moesiae superioris (later: Moesiae primae) bevorderd. Hierdoor kreeg hij het directe bevel over een eigen militaire provincie in de Balkan. Een dergelijke manier om een functie te verkrijgen was destijds volstrekt gewoon en de jongere Theodosius leek bovendien zeker tegen zijn taken opgewassen. In het jaar 373 werd zijn vader naar Africa overgeplaatst om daar de opstand van de usurpator Firmus neer te slaan. Intussen versloeg zijn zoon in 375 de Quaden en Sarmaten, die de Donau waren overgestoken, in Pannonia (ongeveer het huidige Hongarije). Theodosius bewees zich zo als militair bevelhebber. Hij werd als dusdanig hoog ingeschat.
In 376 beëindigde Theodosius plotseling zijn militaire carrière. Hij trok zich in Hispania op zijn landgoederen terug. De reden voor dit terugtrekken uit het publieke leven was de dood van zijn vader, die in samenhang met de opstand van Firmus en het daaropvolgende onderzoek naar de hooggeachte Africaanse gouverneur Romanus (waarschijnlijk ten onrechte) van hoogverraad werd beschuldigd en vervolgens ter dood werd veroordeeld. De jongere Theodosius trad later dat jaar in het huwelijk met Aelia Flaccilla, een vrouw uit de Spaanse provinciale adel. In 377 kwam zijn oudste zoon, Arcadius, ter wereld. Verder wijdde hij zich aan het beheer van zijn landgoederen. Zoals de zaken er voor stonden, hoefde Theodosius er eigenlijk niet meer op te rekenen om ooit nog actief te kunnen worden in het Romeinse leger. De situatie veranderde echter op dramatische wijze toen op 9 augustus 378 de slag bij Adrianopel op een catastrofale Romeinse nederlaag uitliep.

## Familie
Met zijn eerste vrouw, de waarschijnlijk Hispaans-Romeinse Augusta Aelia Flaccilla kreeg hij twee zonen, Arcadius en Honorius en een dochter, Aelia Pulcheria; Arcadius was zijn erfgenaam in het Oosten en Honorius in het Westen. Zowel Aelia Flacilla als Pulcheria stierven in 385.
Zijn tweede vrouw was Galla, dochter van keizer Valentinianus I en diens tweede vrouw Justina. In tegenstelling tot zijn eerste vrouw werd Galla niet verheven tot Augusta. Theodosius en Galla kregen in 388 een zoon die Gratianus werd genoemd. Deze stierf echter op jonge leeftijd. Hun dochter Aelia Galla Placidia (392-450) bereikte wel de volwassenheid. Zij leidde een avontuurlijk leven en werd later nog keizerin.

## Oost-Romeinse keizerschap

### Slag bij Adrianopolis
In de slag bij Adrianopolis, in de buurt van het huidige Edirne, kwam de Augustus van het Oosten, Valens, in de strijd tegen de Goten om het leven. De Goten waren, om de Hunnen te ontlopen, onder leiding van Fritigern in 376 over de Donau gevlucht. Zij hadden om toestemming gevraagd om zich in het oostelijk deel van het rijk te vestigen, waar zij echter al snel tegen de Romeinen in opstand kwamen vanwege de slechte verzorging door de Romeinen. Samen met de Goten vochten in Adrianopel nog twee andere volkeren in een zogenaamde drievolkerenconfederatie. Het waren de Alanen, die door de Hunnen uit hun oude woongebied ten noorden van de Kaukasus waren verdreven, en de gotische Greutungen, die zich, omdat ook zij niet tegen de Hunnen waren opgewassen, uit hun woongebieden ten oosten van de Dnjepr hadden moeten terugtrekken.
Twee derde van het keizerlijke mobiele leger, de sterkste legereenheden uit het Oost-Romeinse Rijk, was in één middag, samen met Valens ten onder gegaan. De Goten konden, als zij zouden willen, de gehele Balkan vrijwel ongehinderd plunderen, ook toen het Valens' weduwe Albia Domnica blijkbaar gelukte, met de hulp van een allerijl in Adrianopolis gelichte burgermilitie een oprukken van de vijand naar Constantinopel te voorkomen.

### Theodosius uitgeroepen tot keizer van het Oost-Romeinse Rijk
Na deze catastrofe riep de westerse keizer Gratianus, die zichzelf niet in staat achtte om zich in allerijl naar het Oosten te begeven, Theodosius terug uit Spanje. De redenen voor deze beslissing zijn in het wetenschappelijk onderzoek controversieel. Het waarschijnlijkst lijkt echter dat Gratianus dringend behoefte had aan een bekwaam generaal van Romeinse afstamming; zijn medekeizer Valentinianus II was nog maar een kind. In Sirmium benoemde Gratianus Theodosius in eerste instantie als magister militum van de Prefectuur Illyricum. Theodosius boekte al snel een aantal successen, zoals in Pannonia, waar hij einde 378 de Sarmaten, die opnieuw de Donau waren overgestoken, wist te verslaan.
Volgens sommige geleerden liet Theodosius zich nu zelf tot keizer uitroepen en was hij nu formeel een usurpator. Het exacte verloop in die weken is echter nauwelijks te reconstrueren. Zeker is dat Gratianus op 19 januari 379 Theodosius tot Augustus verhief. Zelf bleef hij als senior Augustus formeel hoger in rang. Ook aan Valentinianus II bleef de nieuwe keizer de jure ondergeschikt, omdat Valentinianus II, hoewel nog slechts een kind, de oudste rechten had.
Wat later kreeg Theodosius van Gratianus de pretoriaanse prefectuur van het Oosten erbij, met inbegrip van de diocesen Dacia en Macedonië. Daarmee kreeg Theodosius de beschikking over ongeveer hetzelfde gebied waarover Valens had geregeerd en dat na de opdeling van het Rijk in 395 bij het Oost-Romeinse Rijk zou worden gevoegd.

### Onderwerping van de Goten
Hij bracht de Goten pas in 382 tot onderwerping, waarop hij hun vaste woonplaatsen aanwees ten zuiden van de Donau en een gedeelte van hen bij zijn leger inlijfde.
Met veel energie ging Theodosius in de eerste periode van zijn keizerschap aan de slag om zijn keizerrijk veilig te stellen. De Gotische bedreiging van Adrianopel en Constantinopel moest gestopt worden. Hij vestigde zich om strategische redenen in Thessaloniki om de Gotische oorlog verder te voeren. Van hieruit hervormde hij (de resten van) zijn leger en eiste boeren op. Als gevolg van deze reorganisatie nam het percentage barbaren in het leger toe, zoals de Gotische generaals Alarik en Modares. Niettemin bleef het grootste deel van de staf van Theodosius' leger Romeins. Theodosius voerde in 380 op de Balkan een campagne tegen de Goten onder Fritigern; de overwinning was beperkt maar psychologisch belangrijk na het zware debacle van Adrianopel. In de loop van hetzelfde jaar leden de Romeinen evenwel de nederlaag.
Dit dwong Theodosius om hulp aan Gratianus te vragen. Deze gaf hem de beschikking over twee van zijn meest ervaren generaals, Bauto en Arbogast. In ruil kreeg Gratianus in 380 de diocesis van Dacië en Macedonië terug. Later dat jaar werd Theodosius zo zwaar ziek, dat hij de tijd rijp vond zich te laten dopen. Het was in die tijd nog geen gewoonte dat men reeds als baby werd gedoopt. Nadeel was wel dat men na de doop verantwoordelijk werd gehouden voor de na de doop begane zonden. Ook stond Theodosius nu bloot aan de kerkelijke discipline. Hier zou hij ook daadwerkelijk mee te maken krijgen, zoals in het conflict met de invloedrijke bisschop van Milaan Ambrosius (zie de religieuze politiek van Theodosius).
Op 3 oktober 382 sloot de legeraanvoerder Flavius Saturninus klaarblijkelijk in opdracht van de keizer een verdrag met de Goten, waarin werd overeengekomen dat de Goten zogenaamde foederati van de Romeinen zouden worden. Zij mochten zich nu ten zuiden van de benedenloop van de Donau vestigen, maar moesten als tegenprestatie militaire steun aan het Romeinse Rijk bieden. Dit Gotenvertrag markeert volgens de meeste historici een keerpunt in de Romeinse geschiedenis. Enkele andere wetenschappers wijzen echter op het grote gebrek aan eigentijdse bronnen. Nadere details worden pas door Jordanes, bijna 200 jaar na de gebeurtenissen, vermeld. Zij stellen de vermeende eigenaardigheid van de betrokken overeenkomsten in twijfel en vragen zich zelfs af op er überhaupt een overeenkomst is getekend (bijvoorbeeld Guy Halsall).
Volgens de traditionele opvatting was het bijzondere belang van het Gotenvertrag het volgende: tot dan toe waren verslagen Germanen weliswaar als dediticii (lijfeigenen) opgenomen in het Romeinse Rijk, maar zij hadden echter geen collectieve rechten (met uitzondering van hun persoonlijke vrijheid). Het foedus van 382 zorgde er echter voor dat de Goten collectief autonoom bleven. Zij werden weliswaar rijksonderdanen en mochten ook geen huwelijken met Romeinse burgers sluiten. Het door hen bewoonde land bleef ook gewoon Romeinse grondgebied. In ruil daarvoor moesten de Goten in tijden van oorlog in het Romeinse leger dienen, maar wel onder hun eigen leiders. Ook kregen zij soldij betaald; het hoogste commando werd echter weer door Romeinse officieren uitgeoefend.
Ondanks grote concessies aan de Goten versterkte dit verdrag toch de militaire kracht van het Romeinse Rijk (hierom was het Theodosius ook in de eerste plaats te doen), hoewel in de daaropvolgende jaren ook een groot aantal nadelen van deze overeenkomst bleken en deze overeenkomst hoge financiële lasten met zich meebracht. Als een eerste stap naar de uiteindelijke ondergang van Rome en de ontbinding van het Romeinse Rijk kan dit verdrag volgens recent onderzoek echter niet worden geïnterpreteerd. Bovendien erkende Theodosius hiermee de feitelijke omstandigheden: De Goten waren moeilijk weer uit het rijk te verdringen. Zo gezien was dit een flexibele maatregel van de keizer, die hiermee in ieder geval tijdelijk voor rust zorgde en nu over extra troepen kon beschikken.

## Interventie in het westen en consolidatie van het Rijk

### Optreden tegen de usurpator Magnus Maximus
In het jaar 383 werd Magnus Maximus, een Romeinse generaal van Hispaniaanse afkomst, door zijn troepen in Britannia tot Augustus verheven. De reden was onder andere de ontevredenheid in het leger over het gedrag van Gratianus, die zich liever met Alanen dan met Romeinse officieren omringde. Gratianus trok op tegen de usurpator. In de omgeving van het huidige Parijs liep het grootste deel van zijn leger echter naar Maximus over. Korte tijd later werd Gratianus in Lyon vermoord. Theodosius zat op dat moment in het Oosten waar hij een mogelijke militaire campagne tegen de Perzen aan het voorbereiden was. Voor het moment liet hij Maximus zijn gang gaan. Het keizerrijk splitste zich in drie : Gratianus' halfbroer Valentinianus II, had de Prefectuur Italia, inclusief het diocees Africa; Magnus Maximus de Prefectuur Gallia en hijzelf de twee prefecturen in het Oosten. (Illyricum en Oriens).
In de daarop volgende jaren wijdde Theodosius zich aan het bestuur in het Oosten. Hij bestreed de bijna alomtegenwoordige corruptie in de bureaucratie. Nochtans slaagde hij er niet in een significante verbetering in de economische situatie te bereiken. Ook wist hij geen ingrijpende hervormingen op het gebied van de belastingheffing te bereiken. Hoewel Theodosius er niet in slaagde de civiele bureaucratie zijn wil op te leggen, slaagde hij erin in delen van de administratie een verbetering in de efficiëntie te bereiken. Theodosius bevoordeelde de aristocratie, of het daarbij om christenen of heidenen ging was minder van belang. Blijkbaar was hij van mening, dat uit deze stand gemakkelijker kundige mensen konden worden geworven die zich voor het staatsbelang wilden inzetten. Daarbij overzag de Keizer dat edellieden vaak de belangen van hun eigen stand nastreefden, die niet altijd verenigbaar waren met het algemeen belang.
Constantinopel beleefde in zijn regeringstijd een flinke bloei en werd definitief het centrum van het Oost-Romeinse Rijk. Voorheen hadden keizers zoals Julianus of Valens hun residentie nog in andere steden gevestigd. De ring van vestigingen moest worden uitgebreid, de paleizen en vooral het Forum Tauri (Forum Theodosii) werden uitgebouwd. De bevolking van de hoofdstad steeg naar 250.000 mensen. Ook op cultureel gebied beleefde het oosten een nieuwe bloeitijd in de literatuur en de kunst. De "hogeschool" van de stad bereikt een wereldklasseniveau, vooral omdat vele geleerden in Constantinopel aan het hof werkten, zoals de heidense Themistios. In welke mate hier sprake was van gerichte steun door Theodosius is nu niet meer duidelijk, maar in ieder geval hinderde hij de activiteiten van de talrijke heidenen, die aan deze culturele bloei hebben bijgedragen, niet.
Theodosius was geen keizer die erg enthousiast was over het voeren van oorlogen. Ongebruikelijkerwijs nam hij nooit bijnamen zoals Gothicus, Persicus en soortgelijke namen aan. Na het Gotenverdrag van 382 kwam een periode van vrede wat voor een tijdje een voordeel was voor het Oost-Romeinse Rijk. Waarschijnlijk in 387 kwam na jarenlange onderhandelingen ook een verdrag met het Sassanidische Rijk tot stand. Conform dit verdrag zou het steeds omstreden Armenië opgedeeld worden; ongeveer 1/5 deel zou naar het Romeinse Rijk gaan, de overige 80% (het zogenaamde Perzo-armenië) werd door het Perzische Rijk geannexeerd. Daarmee gaf Theodosius weliswaar de eeuwenoude Romeinse aanspraak op geheel Armenië op, maar de gebiedswinst voor Rome was toch van strategisch belang omdat het de veiligheid van de Oostgrens belangrijk vergrootte. Ook zorgde Theodosius zo voor rust aan de altijd bedreigde oostelijke grens en kreeg hij door de vrede met Perzië speelruimte om zich met andere vijanden bezig te houden. In hetzelfde jaar trad de keizer in het huwelijk met Galla, de zuster van Valentinianus II.

### burgeroorlog
In 388 trok Theodosius uiteindelijk toch ten oorlog tegen Magnus Maximus, die Italia was binnengevallen. Valentinianus II vluchtte naar het hof van Theodosius, die met een machtig leger naar het Westen optrok. Theodosius kwam uit dit conflict als overwinnaar tevoorschijn. Maximus werd verslagen en gedood, de slag aan de Sava (388). Dit toonde aan dat het militair beleid van Theodosius succesvol was geweest, dit ondanks de kritiek van sommige historici over het inzetten van foederati. Na de nederlaag van Maximus had Theodosius de de facto leiding over het gehele Romeinse rijk in handen. Toch besloot hij de jonge Valentinianus II opnieuw in het Westen in te zetten. Aan de zijde van Valentinianus II stelde Theodosius de bekwame, maar ook ambitieuze Frankische generaal Arbogast als magister militum aan. Arbogast was jaren daarvoor, met toestemming van Gratianus, naar het oosten gekomen, om Theodosius te ondersteunen. Waarschijnlijk moest Arbogast, Valentinianus, in opdracht van Theodosius controleren.
Op 13 juni 389 hield Theodosius een triomfantelijke intocht in Rome, waar hij een goede verhouding probeerde op te bouwen met de kringen rondom de Romeinse senaat. Deze waren in meerderheid nog steeds heidens gezind. Zo benoemde hij in 390 de belijdende heiden en senior senator Virius Nicomachus Flavianus tot praefectus praetorio en daarmee tot een van de hoogste ambten van het Romeinse Rijk. Kort daarna begaf hij zich naar Milaan, waar hij al snel in conflict raakte met bisschop Ambrosius (zie hieronder).
Theodosius stond aanvankelijk relatief tolerant tegenover de heidenen (tegen wie hij pas in zijn laatste regeringsjaren hard optrad) en de Ariaanse Goten. Maar nadat in 390-91 de Gotenleider Alarik, de politieke tegenspeler van zijn laatste jaren, tegen hem in opstand kwam, scherpte hij zijn beleid ten aanzien van de Gotische foederati aan. Daarbij moet opgemerkt worden dat de Gotenpolitik van de keizer altijd afgestemd werd op de eisen die de realpolitik stelden. Theodosius heeft de Goten altijd deels ondersteund. Jordanes noemde hem in de 6e eeuw zelfs een "vriend van vrede en van het Gotische volk".
Dit weerhield hem er echter niet van om de Goten voor zijn eigen doeleinden op te offeren, zoals de hoge verliezen van de Gotische troepen in zijn campagnes lieten zien. Deze aanpak, waarbij de beste beschikbare troepen het intensiefst werden ingezet, was echter zeker niet ongewoon.
Eind 391 verliet Theodosius Milaan en keerde hij terug naar Constantinopel. Een paar maanden later werd hij door de loop van de gebeurtenissen echter gedwongen om opnieuw in het westen tussenbeide te komen.

### Bloedbad in Thessaloniki
Een tweede voorbeeld is het bloedbad van Thessaloniki in het jaar 390. Nadat inwoners van Thessaloniki tijdens een oproer de Romeinse generaal van Gotische afkomst Butherik hadden vermoord, werd de opdracht gegeven om de moordenaars te doden. De Gotische troepen die onder Butheriks bevel hadden gestaan konden echter geen maat houden bij hun vergeldingsmaatregelen en brachten naar verluidt 7.000 burgers om het leven. Theodosius zou niet meer in de gelegenheid zijn geweest om het doodvonnis voor de moordenaars van Butherik terug te draaien. Bisschop Ambrosius nam hem dit kwalijk. Theodosius werd totdat hij in de gelegenheid werd gesteld boete te doen, enige tijd uitgesloten van de viering van de eucharistie. Deze straf tastte Theodosius echter niet in zijn waardigheid aan, door zijn deemoedige boetedoening slaagde hij erin zich als een deugdzame christelijke heerser te presenteren.

## Laatste regeringsjaren en overlijden
Op 15 mei 392 vond men de opgehangen Valentinianus II in zijn paleis in Vienne. Het is niet duidelijk of hij in opdracht van Arbogast is vermoord of dat hij zo wanhopig over zijn feitelijke onmacht was dat hij zelfmoord heeft gepleegd. Arbogast vroeg Theodosius vergeefs om de benoeming van een nieuwe keizer. Theodosius gaf hier echter geen gehoor aan. Ten slotte riepen Arbogasts troepen ruim drie maanden na de dood van Valentinianus II de hofbeambte en rhetor Eugenius, een gematigde christen, tot keizer uit (21-22 augustus 392). Kort daarna kwam Eugenius tot overeenstemming met de heidense senatoren in Italia, aangezien de christelijke bisschoppen, onder leiding van Ambrosius van Milaan zich aan samenwerking met de usurpator onttrokken. Na enige aarzeling wees ook Theodosius een samenwerking met Eugenius af. Eugenius deed echter vanaf het eerste begin van zijn ambtsaantreding zijn uiterste best om door Theodosius erkend te worden. Hij maakte ook duidelijk een ondergeschikte rang in te willen nemen; tot in 393 liet hij munten slaan met daarop de beeltenis van Theodosius.
Bij de weigering van Theodosius om tot een modus vivendi met Eugenius te komen, zullen naast machtspolitieke reden ook een nevenrol hebben gespeeld dat de heidense kringen in Rome, waar onder andere de families van de Symmachi en de Nicomachi (zie ook de hierboven genoemde Virius Nicomachus Flavianus), zich nogal onverbloemd sterk maakten voor een, intussen nogal anachronistische terugdringing van de invloed van de christenen. Vooral Flavianus zette zich voor Eugenius en een heidense restauratie in. Zijn vriend en bloedverwant Quintus Aurelius Symmachus, die zich in de voorgaande jaren voor Magnus Maximus had ingezet, stelde zich daarentegen terughoudend op. Commentaren van christelijke auteurs dat de heidenen van plan waren om kerken als stallen te gaan gebruiken dienen met de nodige voorzichtigheid geïnterpreteerd te worden. Het kan daarbij in ieder geval gedeeltelijk om een reflex tegen de beperkte opleving van de heidense culten gaan, vooral omdat Eugenius (zelf een Christen) zich helemaal niet vijandig opstelde tegen de kerk, maar alleen geen ondersteuning van Ambrosius kreeg. Men kan ervan uitgaan dat de christelijke, pro-theodosiaanse overlevering de burgeroorlog voorstelde als een conflict tussen de aanhanger van het ware geloof en zijn vermeende antichristelijke uitdager voor het keizerschap. In werkelijkheid stonden aan beide kanten zowel christenen en heidenen en heeft Eugenius mogelijk niet meer bepleit dan een zekere tolerantie jegens de heidenen.
Op 23 januari 393 verhief Theodosius naast Arcadius, Augustus sinds 383, zijn jongere zoon Honorius tot medekeizer voor het Westen. Hierdoor werd een vreedzame regeling tussen hem enerzijds en Eugenius en Arbogast anderzijds onmogelijk. Kort daarna trok Theodosius, die de campagne zorgvuldig had voorbereid, met een sterk leger van naar verluidt 100.000 man, waarvan ook Gotische hulptroepen deel uitmaakten, naar het Westen. Aan zijn zijde was ook Stilicho, die in toenemende mate een belangrijke vertrouweling van de keizer was geworden. Op 5-6 september 394 versloegen zij Eugenius en Arbogast in de bloedige slag aan de Fluvius frigidus in de Vipava-vallei in het huidige grensgebied tussen Italië en Slovenië. Theodosius bracht de vooravond van de slag naar men zegt in de vestiging Ad Pirum wakend en biddend door op de hoogvlakte van het Birnbaumer-bos. Het was een van de grootste veldslagen van de Romeinse geschiedenis en werd door de christenen nadien als een godsoordeel gezien: het christendom had over de oude goden getriomfeerd. In werkelijkheid hadden aan beide zijden zowel christenen als heidenen gevochten. Eugenius werd gevangengenomen en geëxecuteerd. Arbogast pleegde kort daarna zelfmoord. De beste eenheden van het West-Romeinse leger vonden in deze slag de dood - een verlies dat nooit meer zou worden goedgemaakt. De heidense aanhangers van Eugenius kwamen er ongeschonden vanaf, en nog onder Honorius konden heidenen hoge functies bekleden.
Theodosius was na de nederlaag van Eugenius de onbeperkte heerser over beide delen van het Romeinse rijk. Later bleek dit voor de laatste keer te zijn en ook van korte duur. De keizer streefde ernaar om de kloof, die door de burgeroorlog was geslagen, te overbruggen. Zo maakte hij kort na de slag bekend dat alle soldaten van Eugenius die bereid waren om hem te dienen niet alleen werden vergeven, maar zelfs een aandeel in de buit kregen. De keizer verzoende zich ook met de heidense kringen uit de stad Rome; zo benoemde hij Flavius Anicius Hermogenianus Olybrius en Flavius Anicius Probinus tot consuls; beide waren christen en stamden uit de Senaatsaristocratie. Zo werd ook deze groep, die zich voorheen het meest had ingezet voor de heidense restauratiepolitiek, gebonden aan de keizer.
Op 17 januari 395 stierf keizer Theodosius I onverwacht, waarschijnlijk aan de gevolgen van hartfalen (door waterzucht). Ambrosius, met wie de keizer veel meningsverschillen had gehad, sprak een ontroerende grafrede uit, waarin hij de persoon van Theodosius tot een voorbeeld van een christelijke keizer stileerde:

Ik hield van de man, die in zijn laatste momenten met zijn laatste ademtochten naar mij heeft gevraagd. Ik hield van de man, die - de dood nabij - zich meer zorgen maakte over de situatie van de Kerk dan om zijn eigen gezondheid. Ik hield van hem, beken ik, en daarom drong de pijn tot in het diepste van mijn ziel door, en ik geloofde deze pijn door een achtbaar eerbetoon van een langere toespraak te kunnen verlichten. Ik heb van hem gehouden en heb ten aanzien van de Heer het vaste vertrouwen dat hij gevoelig is voor de stem van mijn gebed, dat ik zijn vrome ziel achterna zend. (Ambrosius, De obitu Theodosii, 35)

Ambrosius waarschuwde Theodosius' jonge zonen om de kerk net zo te respecteren als hun vader had gedaan. Na een periode van rouw werd het stoffelijk overschot naar Constantinopel gebracht en bijgezet in de Kerk van de Apostelen. Theodosius liet het keizerrijk aan zijn twee zonen Arcadius en de 12-jarige Honorius na: Honorius (die Stilicho als voogd en regent kreeg, of dit op een beslissing van Theodosius teruggaat, wordt overigens betwist) werd keizer van het West-Romeinse Rijk en Arcadius keizer van het Oost-Romeinse of Byzantijnse Rijk. Niemand twijfelde nog aan het voortbestaan van het Rijk, toen het Romeinse Rijk conform de wil van de overleden keizer in twee delen werd opgedeeld. Dit was al eerder gebeurd, bijvoorbeeld ten tijde van Valentinianus I en Valens. Formeel werd de rijkseenheid, die Theodosius zo aan zijn hart ging, ook gewaarborgd (zie Lijst van Romeinse provincies in 395 n.Chr.). Al snel echter begonnen de twee rijksdelen zich langzaam, maar zeker in verschillende richtingen te ontwikkelen; slechts 80 jaar later bestond het West-Romeinse Rijk niet meer. Geen enkele keizer na Theodosius zou er nog in slagen de eenheid van het rijk te herstellen, ook niet Justinianus I, die in de eerste helft 6e eeuw de nodige successen boekte bij zijn pogingen op Africa, Sicilia, Italia en delen van Hispania te veroveren.

## Religieus beleid

### Trinitair christendom verheven tot staatsgodsdienst
Terwijl zijn twee laatste voorgangers de arianen begunstigden, koos Theodosius de kant van de prominente bestrijder van het arianisme bisschop Athanasius van Alexandrië.
In februari 380, in het edict Cunctos populos (‘alle volken’), verklaarde Theodosius samen met medekeizers Gratianus en Valentinianus II, te willen dat al hun volken zich bekeren tot het trinitaire christendom; zij die dit voorschrift volgen mogen de naam van katholieke christenen aannemen, de overigen – d.w.z. de overige christenen – moeten de schande van een ketterse leer dragen, zo bevelen de drie keizers. Dit edict is gericht tegen het ‘ketterse’ arianisme, maar doet nog geen uitspraak over het heidendom van de niet-christenen, dat voorlopig nog getolereerd wordt. Wegens de voorrechten die aldus het katholieke christendom ten deel vielen, kan het trinitair christendom sindsdien als staatsgodsdienst van het Romeinse Rijk beschouwd worden.

### Bestrijding heidenen en christelijke ketterijen
In 381 verklaarde Theodosius op het Concilie van Constantinopel de geloofsbelijdenis van Nicea uitsluitend geldig. Tegelijkertijd was hij toen nog voorstander van het in ere houden van heidense cultusplaatsen als openbare gelegenheden.
Na het bloedbad van Thessaloniki (390) liet de Milanese bisschop Ambrosius Theodosius boete doen. Hij kreeg Theodosius zo ver dat deze de Kerk verschillende gunsten ging verlenen.
Vanaf 392 koos Theodosius een harde lijn tegen het heidendom. De heidense cultus werd verboden en heidenen konden geen officiële ambten meer bekleden. Op het bezit van zelfs de kleinste heidense symbolen, zoals huisaltaren en beeldjes, werd de doodstraf gesteld. De officiële bestrijding van de Romeinse godsdiensten en het heidendom was ingezet. De vervolgingen van overheidswege golden veeleer de aanhangers van christelijke ketterijen die vaak het etiket 'heidendom' opgeplakt kregen.
In 393 verbood Theodosius de Olympische Spelen. In 394 liet hij de Tempel van Apollo in Delphi en de tempel met de Vestaalse maagden in Rome sluiten.
Groepen monniken in het oosten van het rijk begonnen tempels aan te vallen en vernietigden deze. Vernietiging van heidense tempels werd ook uitgevoerd door lokale bisschoppen, die de tempels ook wel overnamen voor eigen gebruik. Dit symboliseerde dan een christelijke overwinning op het heidendom, naast het praktische doel van kostenbesparing. Dit gebeurde in Rome bijvoorbeeld met het Pantheon, dat daardoor tot in de huidige tijd behouden bleef. Maar elders werd er ook veel verwoest. Zo werden het Serapeum in Alexandrië en mogelijk ook de laatste restanten van de eertijds beroemde bibliotheek van Alexandrië verwoest direct nadat Theodosius een edict had gepubliceerd. In het Jordaanse Jerash (Gerasa) werden de tempels vervangen door kerken. In Damascus werd de tempel van Jupiter afgebroken en met de spolia werd een kerk ter ere van Johannes de Doper gebouwd, die later overigens vervangen werd door de Omajjadenmoskee.
Een deel van Theodosius' wetgeving betreffende religie is behouden gebleven in de Codex Theodosianus, die tussen 429 en 438 werd samengesteld door zijn naamgenoot, keizer Theodosius II.

## Verfraaiing van Constantinopel

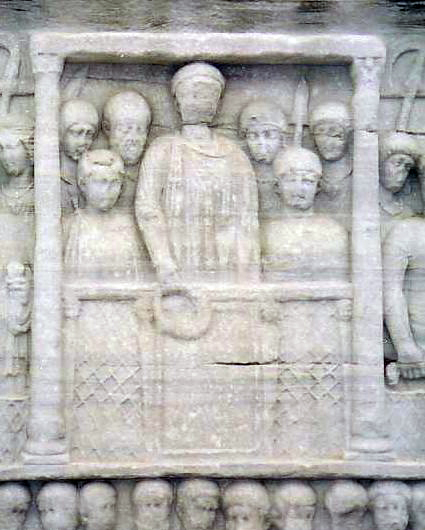
Theodosius biedt de overwinnaar op de marmeren voet van de obelisk van Thoetmoses III in het Hippodroom van Constantinopel een lauwerkrans aan.

Theodosius gaf in 390 opdracht tot de verplaatsing van een Egyptische obelisk van Alexandrië naar Constantinopel. Het staat nu bekend als de obelisk van Theodosius en staat nog steeds op de plaats van het Hippodroom, het lange paardenracecircuit, dat het centrum van het publieke leven in Constantinopel en het toneel van politieke onrust was. Het opnieuw oprichten van deze monoliet was een uitdaging voor de toenmalige technologie die ervaring had opgedaan in de bouw van belegeringsmachines. Deze obelisk, nog steeds herkenbaar een zonnesymbool, was eerder samen met wat nu de Lateraanse obelisk in Rome is, door Constantius II van Karnak naar Alexandrië verplaatst.
De Lateraanse obelisk werd kort daarna naar Rome verscheept, maar bleef toen een generatie lang in de haven liggen. Dit was te wijten aan de moeilijkheid om de obelisk naar Constantinopel te transporteren. Uiteindelijk brak de obelisk tijdens het transport. De witte marmeren basis is geheel bedekt door bas-reliëfs die het keizerlijk hof documenteert het technisch hoogstandje nodig voor het transporteren van de obelisk naar Constantinopel. Theodosius en de keizerlijke familie worden van de edelen onder de toeschouwers in de keizerlijke loge gescheiden door een baldakijn als een teken van hun status. Het naturalisme van de traditionele Romeinse kunst in dergelijke scènes maakte in deze reliëfs plaats voor conceptuele kunst: het idee van orde, decorum en de respectievelijke rangorde, uitgedrukt in aaneengesloten rijen van gezichten. Dit wordt gezien als bewijs dat formele thema's de voorbijgaande details van het alledaagse leven, gevierd in de heidense portretkunst, beginnen te verdringen. Het Christendom was nog maar net de nieuwe staatsgodsdienst geworden.
Het Forum Tauri in Constantinopel werd omgedoopt en opnieuw ingericht als het Forum van Theodosius, met inbegrip van een zuil en een triomfboog te zijner ere.

## Beoordeling

### Oordeel van tijdgenoten
Theodosius werd reeds door tijdgenoten verschillend beoordeeld. Voor veel heidenen (zoals Themistios en Libanius), maar vooral voor de kerkhistorici (Orosius, Sozomenus, Socrates Scholasticus), was hij een voorbeeld van de deugden waar een heerser aan moest voldoen. De historicus Zosimus sloot zich daarentegen aan bij het harde oordeel van zijn bron, de heidense filosoof Eunapius van Sardis. Wel dient opgemerkt te worden dat het werk van Zosimus (juist vanwege zijn houding ten opzichte van het christendom) in meerderlei opzicht als problematisch en sterk subjectief gekleurd, soms zelfs als tegenstrijdig en onjuist, geldt. Vergelijkbare reserves zijn uiteraard ook van toepassing op het werk van de kerkhistorici, die hebben geprobeerd om de keizer in een zo gunstig mogelijk daglicht te plaatsen.

### In het wetenschappelijk onderzoek
In het eerdere wetenschappelijk onderzoek stond men met betrekking tot Theodosius enerzijds deels sceptisch en negatief (zoals Otto Seeck en de Franse historicus André Piganiol) of anderzijds geheel positief (Ernst Kornemann). Ook in het moderne wetenschappelijk onderzoek reikt het spectrum van welwillend (Adolf Lippold) tot licht afstandelijk (Hartmut Leppin, die een flink aantal successen van de keizer aan zijn "geluk" toeschrijft en die de geloofsbelijdenis van Nicea van de keizer als een tactische manoeuvre interpreteert). Tegelijkertijd betoont Leppin ook steeds weer het omzichtige en op eendracht gerichte handelen van de keizer alsook het onderscheid tussen diens "harde woorden en milde daden", bijvoorbeeld met betrekking tot zijn religieus beleid.